# Chunmei
Chunmei (kinesiska: 春美) är en socken i sydöstra Kina. Den ligger i Dehua härad i staden Quanzhou i provinsen Fujian, omkring 140 kilometer väster om provinshuvudstaden Fuzhou. Antalet invånare är 3 630. Befolkningen består av 1 772 kvinnor och 1 858 män. Barn under 15 år utgör 6,0 %, vuxna 15-64 år 73 %, och äldre över 65 år 19,0 %.